# Vyklenulcovití
Čeleď vyklenulcovití (Byrrhidae) je skupina brouků z nadčeledi Byrrhoidea.

## Popis
Většina druhů jsou brouci 1–10 mm dlouzí, zbarvení převážně tmavě hnědě nebo černě. Tvar těla je oválný.

## Taxonomie
- Podčeleď Byrrhinae
  - Rod Simplocaria Stephens, 1830
    - Simplocaria semistriata (Fabricius, 1794)
    - Simplocaria arctica Poppius, 1904
    - Simplocaria metallica (Sturm, 1807)

  - Rod Morychus Erichson, 1846
    - Morychus aeneus (Fabricius, 1775)
    - Morychus dovrensis (Münster, 1902)

  - Rod Cytilus Erichson, 1846
    - Cytilus sericeus (Forster, 1771)
    - Cytilus auricomus (Duftschmid, 1825)

  - Rod Byrrhus Müller, 1774
    - Byrrhus fasciatus (Forster, 1771)
    - Byrrhus arietinus Steffahny, 1842
    - Byrrhus pustulatus (Forster, 1771)
    - Byrrhus pilula (Linnaeus, 1758)

  - Rod Porcinolus Mulsant & Rey, 1869
    - Porcinolus murinus (Fabricius, 1794)
- Podčeleď Syncalyptinae
  - Rod Curimopsis Ganglbauer, 1902
    - Curimopsis paleata (Erichson, 1846)
    - Curimopsis cyclolepidia (Münster, 1902)